# Strumień
Strumień là một thị trấn thuộc huyện Cieszyński, tỉnh Śląskie ở nam Ba Lan. Thị trấn có diện tích 6 km². Đến ngày 1 tháng 1 năm 2011, dân số của thị trấn là 3453 người và mật độ 549 người/km².